# Down from the Sky
«Down from the Sky» es el tercer sencillo del álbum Shogun, de la banda de heavy metal estadounidense Trivium. El sencillo fue publicado el 1 de septiembre de 2008. La canción habla sobre guerras con ánimo de lucro o por temas religiosos, y la alerta de un holocausto nuclear.

## Vídeo musical
El 2 de septiembre de 2008 fue publicado el vídeo oficial a través del Myspace de la banda. Cuando comienza el vídeo musical se puede apreciar una clase, luego una guerra, aunque todo pasa muy rápido. Comienza la canción, y se pueden ver bastantes explosiones nucleares, y se muestra a la banda tocando en cámara lenta, adaptándose a la introducción de la canción. Se pueden apreciar varias escenas en el rodaje del vídeo, como al cantante estar en una habitación muy asolada. Se pueden ver también manifestaciones, fabricaciones de productos, y entre otras cosas extravagantes.

## Miembros
- Matt Heafy - guitarra, vocalista principal
- Corey Beaulieu - guitarra, coros
- Paolo Gregoletto - bajo, coros
- Travis Smith - batería